# Coenobita cavipes
Coenobita cavipes es una especie de cangrejo de tierra nativo del este de África, las Filipinas, China, Japón, Malasia, Taiwán, Polynesia, y Micronesia. 
Se encuentran en la zona del interior de los bosques y sólo van a la playa para el apareamiento. Al igual que otros cangrejos ermitaños, los de tierra son omnívoros, carroñeros, pero C. cavipes se alimentan principalmente de frutas.
El primer conjunto de antenas son de color negro y rojo el segundo. También tienen el pelo negro, piel de color blanco, y una franja a través de la gran pinza. Su coloración puede ser de color naranja al marrón oscuro. Tienen una tendencia a la muda más a menudo que otros cangrejos. Pueden ser de 30 mm de longitud. Sus pedúnculos son de color negro y alargados. La punta de su uña grande tiende a ser blanca. Su abdomen es muy largo y delgado.